# Gottmadingen
Gottmadingen är en kommun i Landkreis Konstanz i regionen Schwarzwald-Baar-Heuberg i Regierungsbezirk Freiburg i förbundslandet Baden-Württemberg i Tyskland. 
Den tidigare kommunen Ebringen uppgick i Gottmadingen 1 januari 1971 följt av Bietingen och Randegg 1 juli 1974.
Kommunen ingår i kommunalförbundet Gottmadingen tillsammans med kommunerna Büsingen am Hochrhein och Gailingen am Hochrhein.